# Calomyscus bailwardi
Calomyscus bailwardi es una especie de roedor de la familia Calomyscidae. Es endémico del sur del Irán, particularmente en los montes Zagros. Un registro hecho en el sudeste de Turquía, posiblemente pertenece a esta especie, entretanto, necesita de confirmación taxonómica.